# Steve Madden
Steve Madden, född 1958, är grundare till det amerikanska skoföretaget Steve Madden Ltd.
Han porträtteras kort i filmen The Wolf of Wall Street.